# ریچارد آر. آرنولد
ریچارد آر. آرنولد (به انگلیسی: Richard R. Arnold) فضانورد اهل کشور ایالات متحده آمریکا است که در ۲۶ نوامبر ۱۹۶۳ ‏(۶۱ سال) میلادی در چورلی، مریلند زاده شد. وی در مأموریت اس‌تی‌اس-۱۱۹ حضور داشته است.